# Adidas Europa League 2009/2010

М'яч Ліги Європи УЄФА 2009—2010

UEFA Europa League Official Match Ball 2009/2010 — офіційний м'яч Ліги Європи УЄФА 2009—2010. Цей м'яч був розроблений компанією Adidas спеціально для цього турніру.

## Технічні характеристики
Конструкцією та структурою м'яч повністю ідентичний до Adidas Europass.
Сфера, що складається з 14 панелей: 6 "вісімок" і 8 "пропеллерів", з'єднаних за допомогою термосклеювання. Поверхня м'яча рівномірно вкрита мікровипуклостями за технологігією Adidas «PSC-Texture», що покликана забезпечити його кращі контактні характеристики. 
|                    | Вимоги FIFA           | Характеристики м'яча   |
| ------------------ | --------------------- | ---------------------- |
| Довжина окружності | 68.5–69.5 см          | 69.0—69.5 см           |
| Діаметр            | ≤ 1.5% різниці        | ≤ 1.0% різниці         |
| Водопоглинання     | ≤ 10% збільшення ваги | < 4.5% збільшення ваги |
| Вага               | 420—445 г             | 441—445 г              |
| Відскік            | ≤ 10 см               | ≤ 2 см                 |
| Втрата тиску       | ≤ 20%                 | ≤ 11%                  |

## Дизайн

Вигляд м'яча у грі

Дизайн м'яча обумовлений логотипом Ліги Європи та супутнім їй графічним оформлленням. Поверхня м'яча — біла, на поверхні розміщені графічні елементи червоного та жовтого кольорів, що формують кілька кіл.